# Stenodactylus pulcher
Espèce
Statut de conservation UICN

 LC  : Préoccupation mineure
Stenodactylus pulcher est une espèce de geckos de la famille des Gekkonidae.

## Répartition
Cette espèce se rencontre au Yémen et en Arabie saoudite.

## Description
Stenodactylus pulcher mesure jusqu'à 47 mm, queue non comprise.

## Publication originale
- Anderson, 1896 : A Contribution to the Herpetology of Arabia, with a preliminary list of the reptiles and batrachians of Egypt. London, R. H. Porter, p. 1-124 (texte intégral).